# Сера Кавали (Фрозиноне)
Сера Кавали је насеље у Италији у округу Фрозиноне, региону Лацио.
Према процени из 2011. у насељу је живело 34 становника. Насеље се налази на надморској висини од 59 м.